# بازی ضداستراتژی
در نظریه بازی‌ها، در یک بازی نامتقارن که بازیکن‌ها دارای اطلاعات خصوصی هستند، می‌گوییم بازی ضد استراتژی است اگر یک تعادل استراتژی غالب ضعیف برای هر بازیکن این باشد که اطلاعات خصوصی خود را آشکار کند؛ به‌بیان‌دیگر، هیچ بازیکنی راهی بهتر از راست‌گویی ندارد.
این‌گونه نیست که یک بازی ضد استراتژی، همواره از تبانی و سازش بازیکن‌ها باهم مصون باشد، ولی نسخه‌های قوی‌تر آن این‌گونه هستند. با شرط ضد استراتژی بودن گروهی، هیچ گروهی از افراد نمی‌توانند باهم تبانی کنند تا ترجیحات گروهی خود را به نحوی نادرست گزارش دهند به نحوی مطلوبیت هر یک اعضایشان افزایش پیدا کند و نیز با شرط ضد استراتژی بودن گروهی قوی، هیچ گروهی از افراد نمی‌توانند باهم تبانی کنند تا ترجیحات گروهی خود را طوری نادرست گزارش دهند که مطلوبیت حداقل یکی از اعضایشان، بدون اینکه مطلوبیت عضوی دیگر کم شود، افزایش پیدا کند.

## مثال ها
مثال‌های رایج سازوکار ضد استراتژی، رأی‌گیری اکثریت بین دو گزینه، حراج قیمت دوم و سازوکار ویکری-گروز-کلارک(VGC) است.
مثال‌هایی از سازوکارهایی که ضد استراتژی نیستند، رأی‌گیری اکثریت بین سه گزینه یا بیشتر و حراج قیمت اول است.
بازی ضد استراتژی در مسیریابی شبکه هم کاربرد دارد. یک شبکه را به‌عنوان یک گراف در نظر بگیرید که هر یال( نظیر هر لینک ارتباطی) یک هزینه ارسال دارد که صاحب آن لینک ارتباطی به‌طور خصوصی آن را می‌داند. مسیرهای مختلف هزینه‌های متفاوتی دارند و صاحبان لینک‌های ارتباطی می‌خواهند هزینه‌های خود را تأمین کنند و فرستنده‌ی یک پیام هم می‌خواهد مسیری با کم‌ترین هزینه را پیدا کند. راه‌های بهینه‌ی متعددی برای انجام این کار، حتی در یک شبکه با ابعاد بالا، وجود دارد ولی یک مشکل وجود دارد و آن این است که هزینه‌های هر لینک را نمی‌دانیم. یک‌راه حل ساده این است که از صاحب هر لینک، هزینه‌ی آن را بپرسیم و بر اساس هزینه‌های اعلام‌شده، ارزان‌ترین مسیر را بیابیم و به تمام لینک‌هایی که در مسیر قرار می‌گیرند، هزینه‌ای که اعلام کرده‌اند را بپردازیم. علی‌رغم سادگی این روش، نشان داده می‌شود که این برنامه پرداخت، ضد استراتژی نیست؛ یعنی، صاحبان برخی از لینک‌ها می‌توانند با دروغ گفتن در اعلام هزینه‌هایشان، سود ببرند. درنهایت، نتیجه این می‌شود که باید هزینه‌ای بسیار بیشتر از هزینه‌ی واقعی را پرداخت کنیم. می‌توان نشان داد که تحت فروضی برای شبکه و بازیکن‌ها(صاحبان لینک‌ها)، نسخه‌ای از سازوکار ویکری-گروز-کلارک(VGC) که ضد استراتژی باشد، وجود دارد.